# Cause-de-Clérans
Cause-de-Clérans est une commune française située dans le département de la Dordogne, en région Nouvelle-Aquitaine.

## Géographie

### Généralités
Dans le sud du département de la Dordogne, en Bergeracois, la commune de Cause-de-Clérans, située dans l'aire d'attraction de Bergerac, est arrosée par le Clérans, petit ruisseau affluent de la Dordogne.
Le bourg de Cause-de-Clérans, longé par la route départementale (RD) 36 qui traverse la commune du nord-est au sud-ouest, se situe en distances orthodromiques, six kilomètres à l'ouest-nord-ouest de Lalinde et quinze kilomètres à l'est de Bergerac.

### Communes limitrophes
Cause-de-Clérans est limitrophe de six autres communes. Au nord, le territoire de Saint-Félix-de-Villadeix est distant de moins de 600 mètres.
| Liorac-sur-Louyre | Saint-Marcel-du-Périgord  | Pressignac-Vicq |
|                   | Cause-de-Clérans          |                 |
| Mouleydier        | Saint-Capraise-de-Lalinde | Baneuil         |

### Géologie et relief

#### Géologie
Situé sur la plaque nord du Bassin aquitain et bordé à son extrémité nord-est par une frange du Massif central, le département de la Dordogne présente une grande diversité géologique. Les terrains sont disposés en profondeur en strates régulières, témoins d'une sédimentation sur cette ancienne plate-forme marine. Le département peut ainsi être découpé sur le plan géologique en quatre gradins différenciés selon leur âge géologique. Cause-de-Clérans est située dans le quatrième gradin à partir du nord-est, un plateau formé de dépôts siliceux-gréseux et de calcaires lacustres de l'ère tertiaire.
Les couches affleurantes sur le territoire communal sont constituées de formations superficielles du Quaternaire et de roches sédimentaires datant pour certaines du Cénozoïque, et pour d'autres du Mésozoïque. La formation la plus ancienne, notée c5d, date du Campanien 4, des calcaires crayo-marneux grisâtres et des calcaires graveleux bioclastiques à orbitoîdes. La formation la plus récente, notée CFvs, fait partie des formations superficielles de type colluvions carbonatées de vallons secs : sable limoneux à débris calcaires et argile sableuse à débris. Le descriptif de ces couches est détaillé dans  la feuille « no 806 - Bergerac » de la carte géologique au 1/50 000 de la France métropolitaine, et sa notice associée.

Carte géologique de Cause-de-Clérans.

#### Relief et paysages

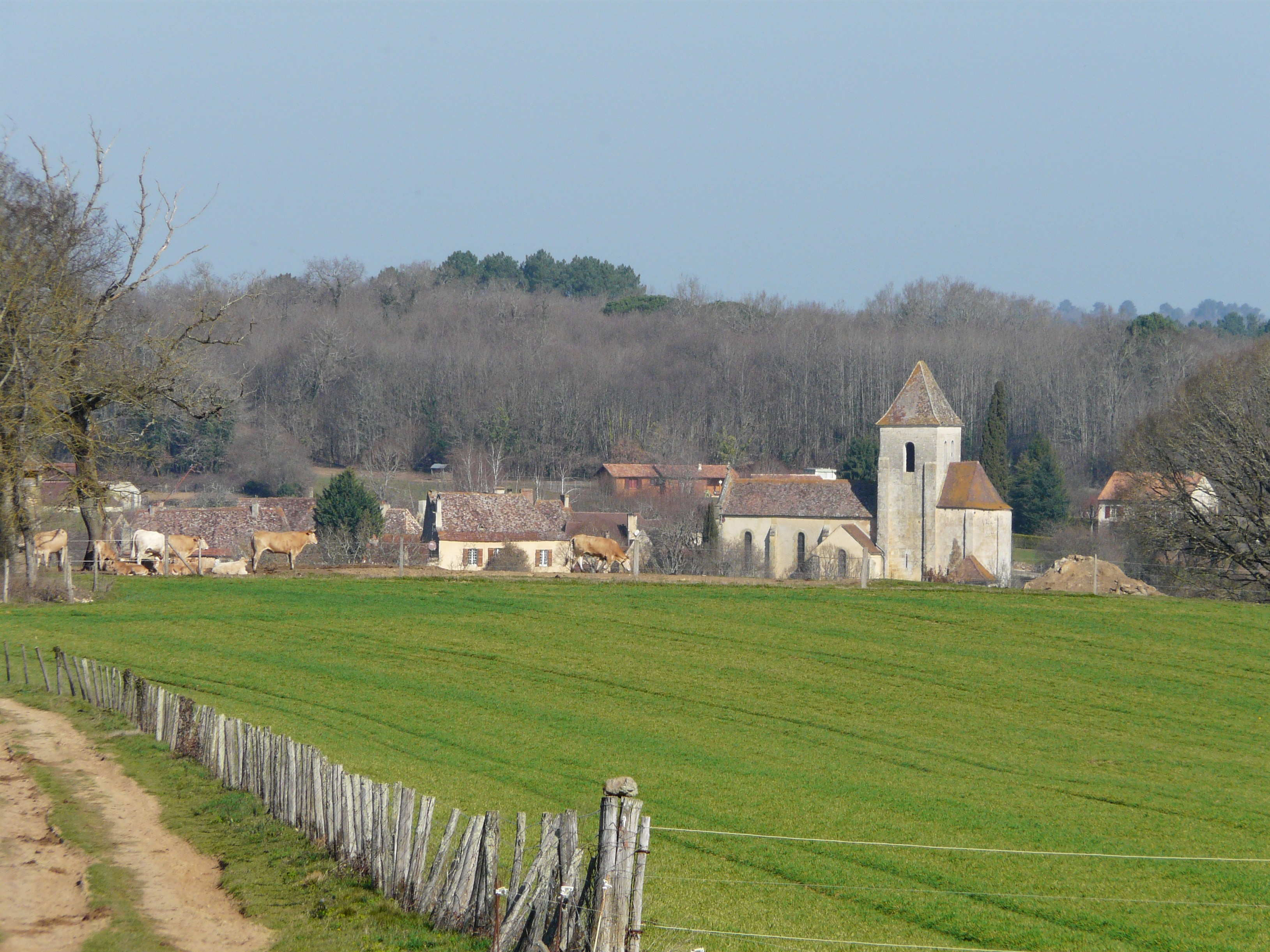
Le village de Cause et son église.

Le département de la Dordogne se présente comme un vaste plateau incliné du nord-est (491 m, à la forêt de Vieillecour dans le Nontronnais, à Saint-Pierre-de-Frugie) au sud-ouest (2 m à Lamothe-Montravel). L'altitude du territoire communal varie quant à elle entre 47 m au sud-ouest, à l'ouest du lieu-dit Bénéventie, là où le Clérans quitte la commune pour entrer sur celle de Mouleydier, et 156 m au nord-est, en bordure de la commune de Pressignac-Vicq, à l'est du lieu-dit Crocherie.
Dans le cadre de la Convention européenne du paysage entrée en vigueur en France le 1er juillet 2006, renforcée par la loi du 8 août 2016 pour la reconquête de la biodiversité, de la nature et des paysages, un atlas des paysages de la Dordogne a été élaboré sous maîtrise d’ouvrage de l’État et publié en octobre 2020. Les paysages du département s'organisent en huit unités paysagères et 14 sous-unités. La commune fait partie du Périgord central, un paysage vallonné, aux horizons limités par de nombreux bois, plus ou moins denses, parsemés de prairies et de petits champs.
La superficie cadastrale de la commune publiée par l'Insee, qui sert de référence dans toutes les statistiques, est de 14,35 km2,,. La superficie géographique, issue de la BD Topo, composante du Référentiel à grande échelle produit par l'IGN, est quant à elle de 14,44 km2.

### Hydrographie

#### Réseau hydrographique

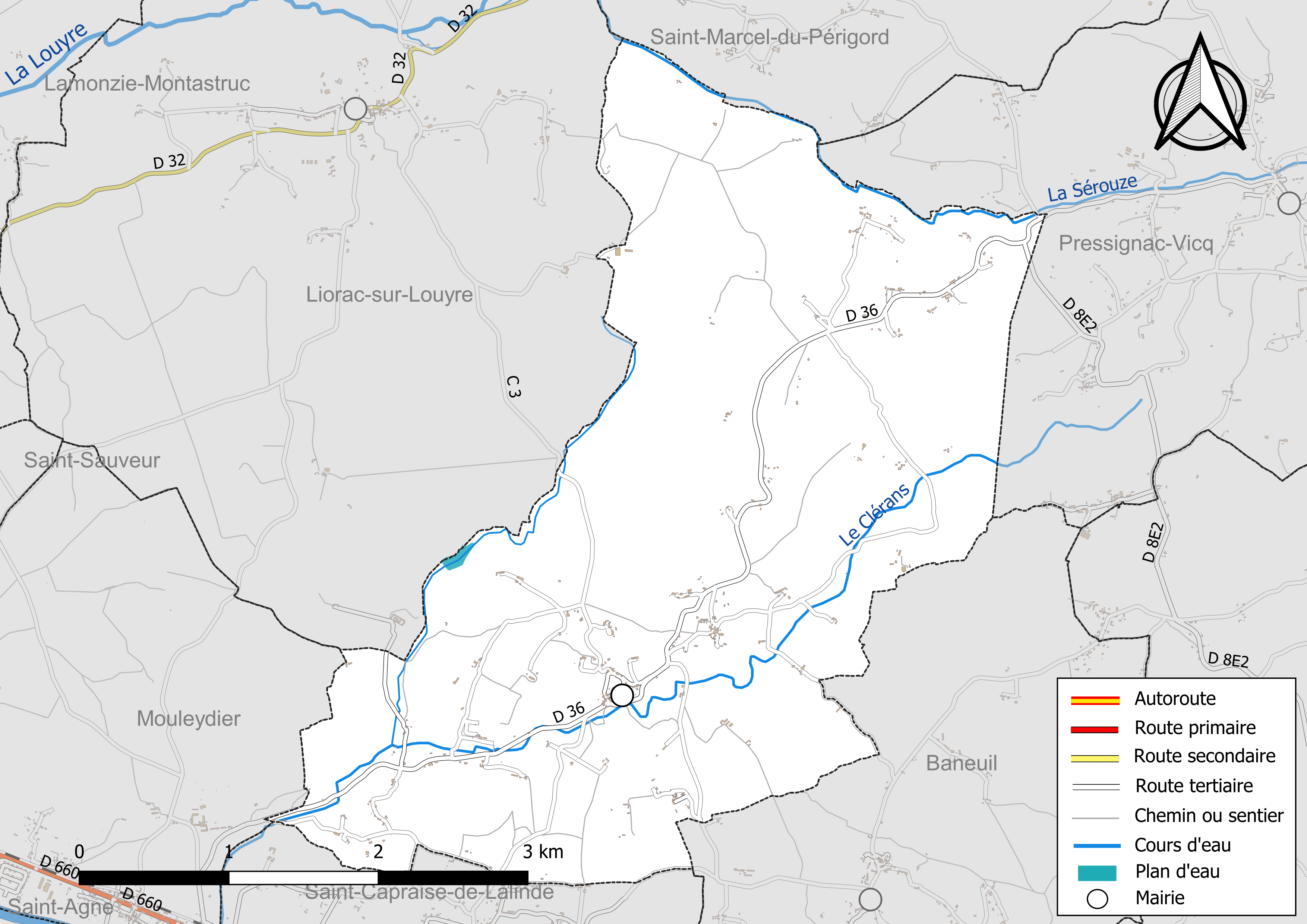
Réseaux hydrographique et routier de Cause-de-Clérans.

La commune est située dans le bassin de la Dordogne au sein du Bassin Adour-Garonne. Elle est drainée par la Sérouze et le Clérans et par un petit cours d'eau, qui constituent un réseau hydrographique de 12 km de longueur totale,.
Affluent du canal de Lalinde, le Clérans traverse la commune d'est au sud-ouest sur six kilomètres et demi. Sur sa rive gauche, un affluent sans nom baigne la commune à l'ouest sur deux kilomètres dont un kilomètre et demi face à Liorac-sur-Louyre.
Affluent de la Louyre et sous-affluent de la Dordogne par le Caudeau, la Sérouze borde le territoire communal au nord sur trois kilomètres, face à Pressignac-Vicq et Saint-Marcel-du-Périgord.

#### Gestion et qualité des eaux
Le territoire communal est couvert par le schéma d'aménagement et de gestion des eaux (SAGE) « Dordogne Atlantique ». Ce document de planification, dont le territoire correspond au sous‐bassin le plus aval du bassin versant de la Dordogne (aval de la confluence Dordogne - Vézère)., d'une superficie de 2 700 km2 est en cours d'élaboration. La structure porteuse de l'élaboration et de la mise en œuvre est l'établissement public territorial de bassin de la Dordogne (EPIDOR). Il définit sur son territoire les objectifs généraux d’utilisation, de mise en valeur et de protection quantitative et qualitative des ressources en eau superficielle et souterraine, en respect des objectifs de qualité définis dans le troisième SDAGE  du Bassin Adour-Garonne qui couvre la période 2022-2027, approuvé le 10 mars 2022.
La qualité des eaux de baignade et des cours d’eau peut être consultée sur un site dédié géré par les agences de l’eau et l’Agence française pour la biodiversité.

### Climat
Pour des articles plus généraux, voir Climat de la Nouvelle-Aquitaine et Climat de la Dordogne.
Historiquement, la commune est exposée à un climat océanique aquitain.  
En 2020, Météo-France publie une typologie des climats de la France métropolitaine dans laquelle la commune est exposée à un climat océanique altéré et est dans la région climatique  Aquitaine, Gascogne, caractérisée par une pluviométrie abondante au printemps, modérée en automne, un faible ensoleillement au printemps, un été chaud (19,5 °C), des vents faibles, des brouillards fréquents en automne et en hiver et des orages fréquents en été (15 à 20 jours).
Pour la période 1971-2000, la température annuelle moyenne est de 12,7 °C, avec  une amplitude thermique annuelle de 15,6 °C. Le cumul annuel moyen de précipitations est de 865 mm, avec 11,8 jours de précipitations en janvier et 6,8 jours en juillet. Pour la période 1991-2020, la température moyenne annuelle observée sur la station météorologique la plus proche, située sur la commune de Bergerac à 15 km à vol d'oiseau, est de 13,2 °C et le cumul annuel moyen de précipitations est de 792,9 mm,. Pour l'avenir, les paramètres climatiques de la commune estimés pour 2050 selon différents scénarios d’émission de gaz à effet de serre sont consultables sur un site dédié publié par Météo-France en novembre 2022.

## Urbanisme

### Typologie
Au 1er janvier 2024, Cause-de-Clérans est catégorisée commune rurale à habitat très dispersé, selon la nouvelle grille communale de densité à 7 niveaux définie par l'Insee en 2022.
Elle est située hors unité urbaine. Par ailleurs la commune fait partie de l'aire d'attraction de Bergerac, dont elle est une commune de la couronne,. Cette aire, qui regroupe 73 communes, est catégorisée dans les aires de 50 000 à moins de 200 000 habitants,.

### Occupation des sols
L'occupation des sols de la commune, telle qu'elle ressort de la base de données européenne d’occupation biophysique des sols Corine Land Cover (CLC), est marquée par l'importance des forêts et milieux semi-naturels (56,1 % en 2018), une proportion sensiblement équivalente à celle de 1990 (56,8 %). La répartition détaillée en 2018 est la suivante : 
forêts (56,1 %), prairies (25,5 %), zones agricoles hétérogènes (15,7 %), terres arables (2,8 %). L'évolution de l’occupation des sols de la commune et de ses infrastructures peut être observée sur les différentes représentations cartographiques du territoire : la carte de Cassini (XVIIIe siècle), la carte d'état-major (1820-1866) et les cartes ou photos aériennes de l'IGN pour la période actuelle (1950 à aujourd'hui).

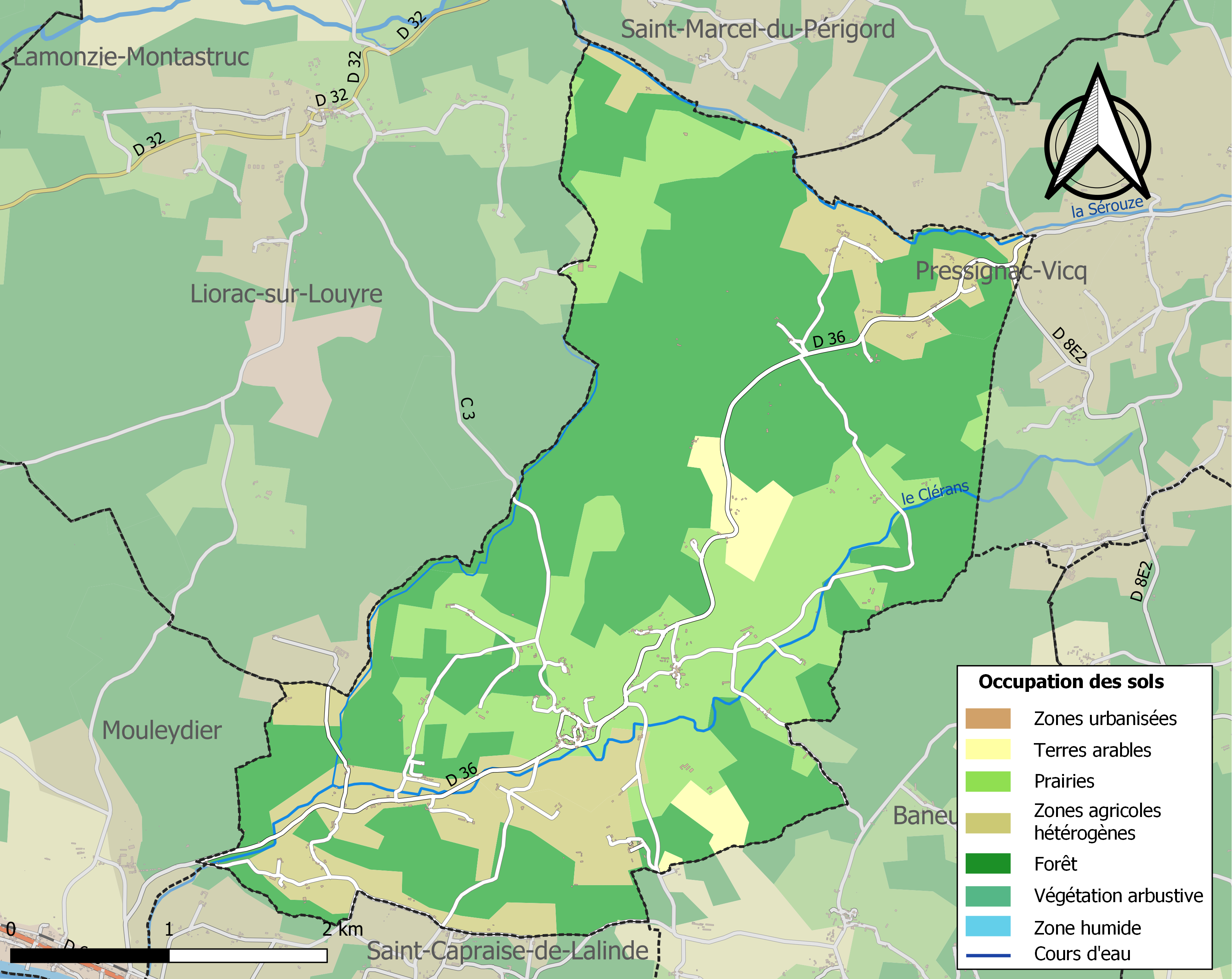
Carte des infrastructures et de l'occupation des sols de la commune en 2018 (CLC).

### Prévention des risques
Le territoire de la commune de Cause-de-Clérans est vulnérable à différents aléas naturels : météorologiques (tempête, orage, neige, grand froid, canicule ou sécheresse), feux de forêts, mouvements de terrains et séisme (sismicité très faible). Un site publié par le BRGM permet d'évaluer simplement et rapidement les risques d'un bien localisé soit par son adresse soit par le numéro de sa parcelle.
Cause-de-Clérans est exposée au risque de feu de forêt. L’arrêté préfectoral du 14 mars 2013 fixe les conditions de pratique des incinérations et de brûlage dans un objectif de réduire le risque de départs d’incendie. À ce titre, des périodes sont déterminées : interdiction totale du 15 février au 15 mai et du 15 juin au 15 octobre, utilisation réglementée du 16 mai au 14 juin et du 16 octobre au 14 février. En septembre 2020, un plan inter-départemental de protection des forêts contre les incendies (PidPFCI) a été adopté pour la période 2019-2029,.

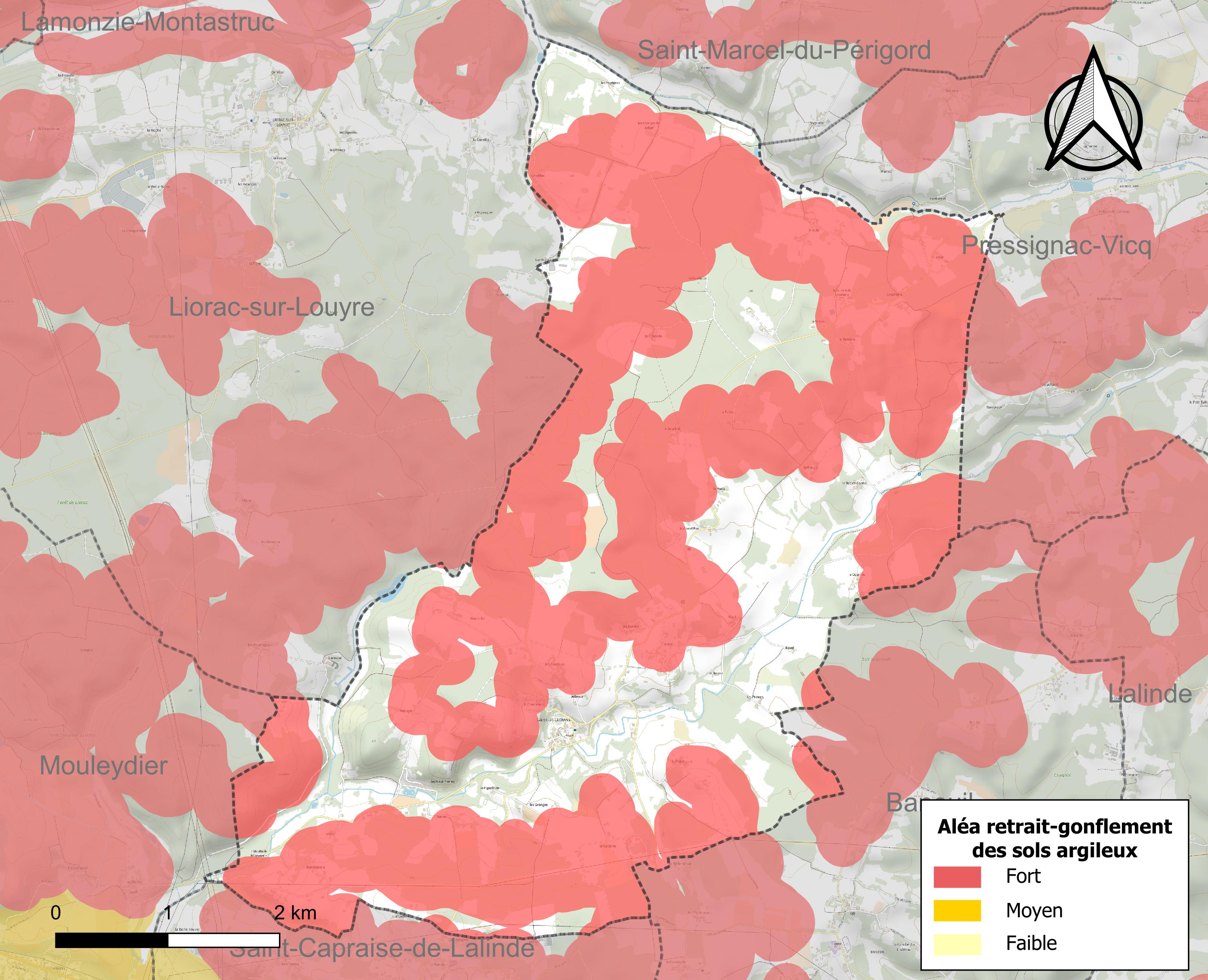
Carte des zones d'aléa retrait-gonflement des sols argileux de Cause-de-Clérans.

Les mouvements de terrains susceptibles de se produire sur la commune sont des tassements différentiels. Le retrait-gonflement des sols argileux est susceptible d'engendrer des dommages importants aux bâtiments en cas d’alternance de périodes de sécheresse et de pluie. 62,8 % de la superficie communale est en aléa moyen ou fort (58,6 % au niveau départemental et 48,5 % au niveau national métropolitain). Depuis le 1er octobre 2020, en application de la loi ÉLAN, différentes contraintes s'imposent aux vendeurs, maîtres d'ouvrages ou constructeurs de biens situés dans une zone classée en aléa moyen ou fort,.
La commune a été reconnue en état de catastrophe naturelle au titre des dommages causés par les inondations et coulées de boue survenues en 1982 et 1999, par la sécheresse en 2005 et 2011 et par des mouvements de terrain en 1999.

## Toponymie
En occitan, la commune porte le nom de Cause de Clarenç.

## Histoire
Les deux bourgs médiévaux de Cause et de Clérans apparaissent dans les écrits pour la première fois au XIIe siècle sous les formes latines de Cauzia et de Clarentium.

## Politique et administration

### Administration municipale
La population de la commune étant comprise entre 100 et 499 habitants au recensement de 2017, onze conseillers municipaux ont été élus en 2020,.

### Liste des maires
| Période                                  | Période   | Identité     | Étiquette | Qualité              |
| ---------------------------------------- | --------- | ------------ | --------- | -------------------- |
| Les données manquantes sont à compléter. |           |              |           |                      |
|                                          |           |              |           |                      |
| 1995                                     | mars 2008 | Alain Grezel |           |                      |
| mars 2008 (réélu en mai 2020)            | En cours  | Bruno Monti  | SE        | Jardinier-paysagiste |

## Équipements et services publics

### Enseignement
En 2012, Cause-de-Clérans n'a plus d'école et est organisée en regroupement pédagogique intercommunal (RPI) avec les communes de Baneuil et Couze-et-Saint-Front au niveau des classes de maternelle et de primaire.

### Justice
Dans le domaine judiciaire, Cause-de-Clérans relève : 
- du tribunal judiciaire, du tribunal pour enfants, du conseil de prud'hommes et du tribunal de commerce de Bergerac ;
- du pôle Nationalité du tribunal judiciaire de Périgueux (compétent uniquement dans le domaine de la nationalité) ;
- de la cour d'appel, du tribunal administratif et de la  cour administrative d'appel de Bordeaux.

## Population et société

### Démographie
L'évolution du nombre d'habitants est connue à travers les recensements de la population effectués dans la commune depuis 1793. Pour les communes de moins de 10 000 habitants, une enquête de recensement portant sur toute la population est réalisée tous les cinq ans, les populations de référence des années intermédiaires étant quant à elles estimées par interpolation ou extrapolation. Pour la commune, le premier recensement exhaustif entrant dans le cadre du nouveau dispositif a été réalisé en 2007.

En 2022, la commune comptait 336 habitants, en évolution de −2,61 % par rapport à 2016 (Dordogne : +0,37 %, France hors Mayotte : +2,11 %).
| 1793 | 1800 | 1806 | 1821 | 1831 | 1836 | 1841 | 1846 | 1851 |
| ---- | ---- | ---- | ---- | ---- | ---- | ---- | ---- | ---- |
| 737  | 708  | 703  | 720  | 698  | 739  | 763  | 752  | 717  |

| 1856 | 1861 | 1866 | 1872 | 1876 | 1881 | 1886 | 1891 | 1896 |
| ---- | ---- | ---- | ---- | ---- | ---- | ---- | ---- | ---- |
| 743  | 685  | 650  | 665  | 622  | 600  | 618  | 590  | 532  |

| 1901 | 1906 | 1911 | 1921 | 1926 | 1931 | 1936 | 1946 | 1954 |
| ---- | ---- | ---- | ---- | ---- | ---- | ---- | ---- | ---- |
| 457  | 507  | 415  | 343  | 365  | 361  | 372  | 328  | 378  |

| 1962 | 1968 | 1975 | 1982 | 1990 | 1999 | 2006 | 2007 | 2012 |
| ---- | ---- | ---- | ---- | ---- | ---- | ---- | ---- | ---- |
| 340  | 326  | 277  | 248  | 278  | 310  | 313  | 313  | 334  |

| 2017 | 2022 | - | - | - | - | - | - | - |
| ---- | ---- | - | - | - | - | - | - | - |
| 345  | 336  | - | - | - | - | - | - | - |

## Économie

### Emploi
En 2015, parmi la population communale comprise entre 15 et 64 ans, les actifs représentent 147 personnes, soit 42,5 % de la population municipale. Le nombre de chômeurs (dix-sept) est resté inchangé par rapport à 2010 et le taux de chômage de cette population active s'établit à 11,6 %.

### Établissements
Au 31 décembre 2015, la commune compte trente établissements, dont quatorze au niveau des commerces, transports ou services, huit dans l'agriculture, la sylviculture ou la pêche, quatre dans l'industrie, deux dans la construction, et deux relatifs au secteur administratif, à l'enseignement, à la santé ou à l'action sociale.

## Culture locale et patrimoine

### Lieux et monuments
- Château de Clérans, XIIe, XIIIe et XIVe siècles, inscrit aux monuments historiques en 1948 pour son donjon puis en 2007 pour le reste du château[50].
- Église Notre-Dame-de-l'Assomption de Cause du XIIe siècle, inscrite en 1948[51].

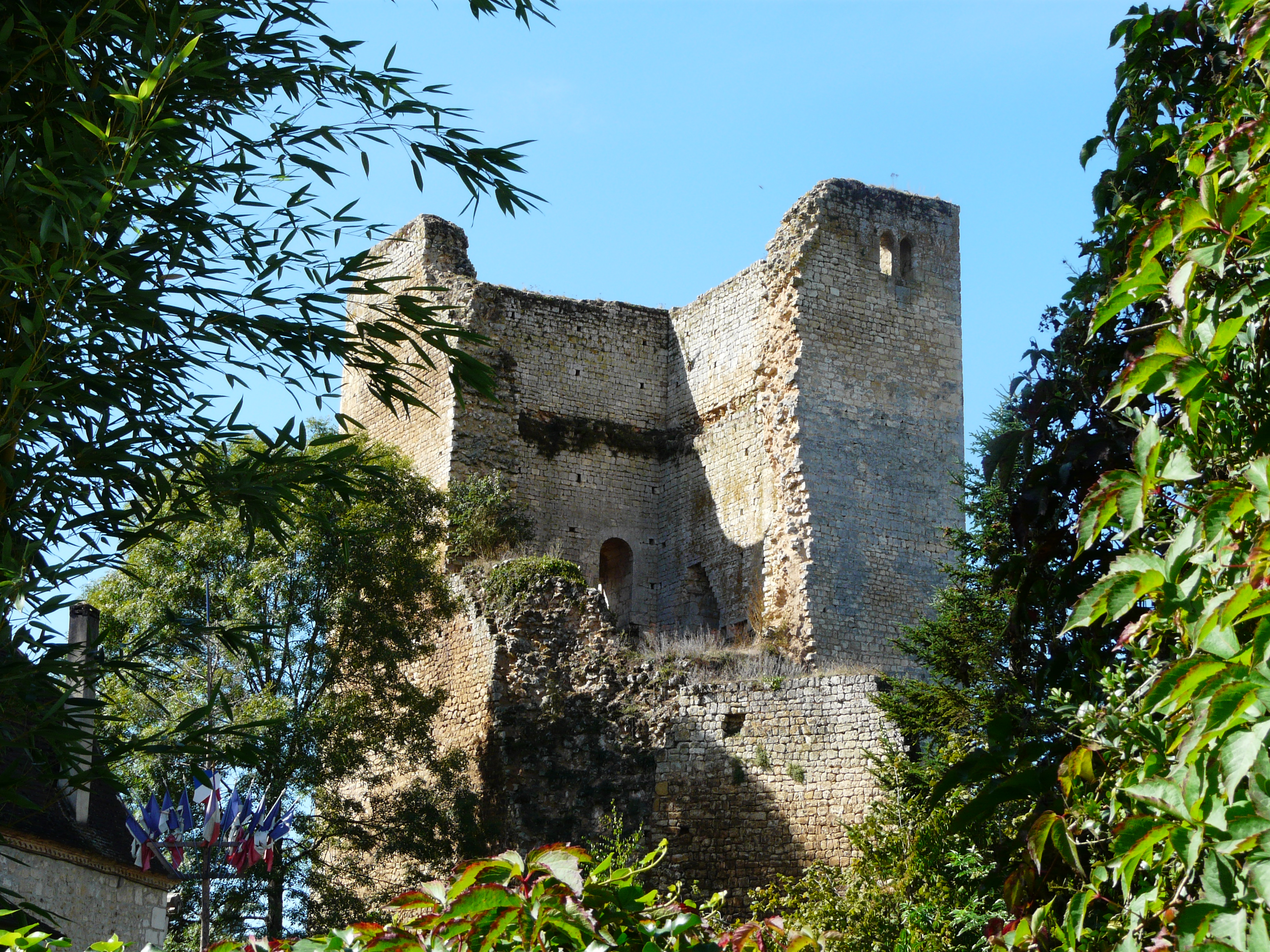
Les ruines du donjon.
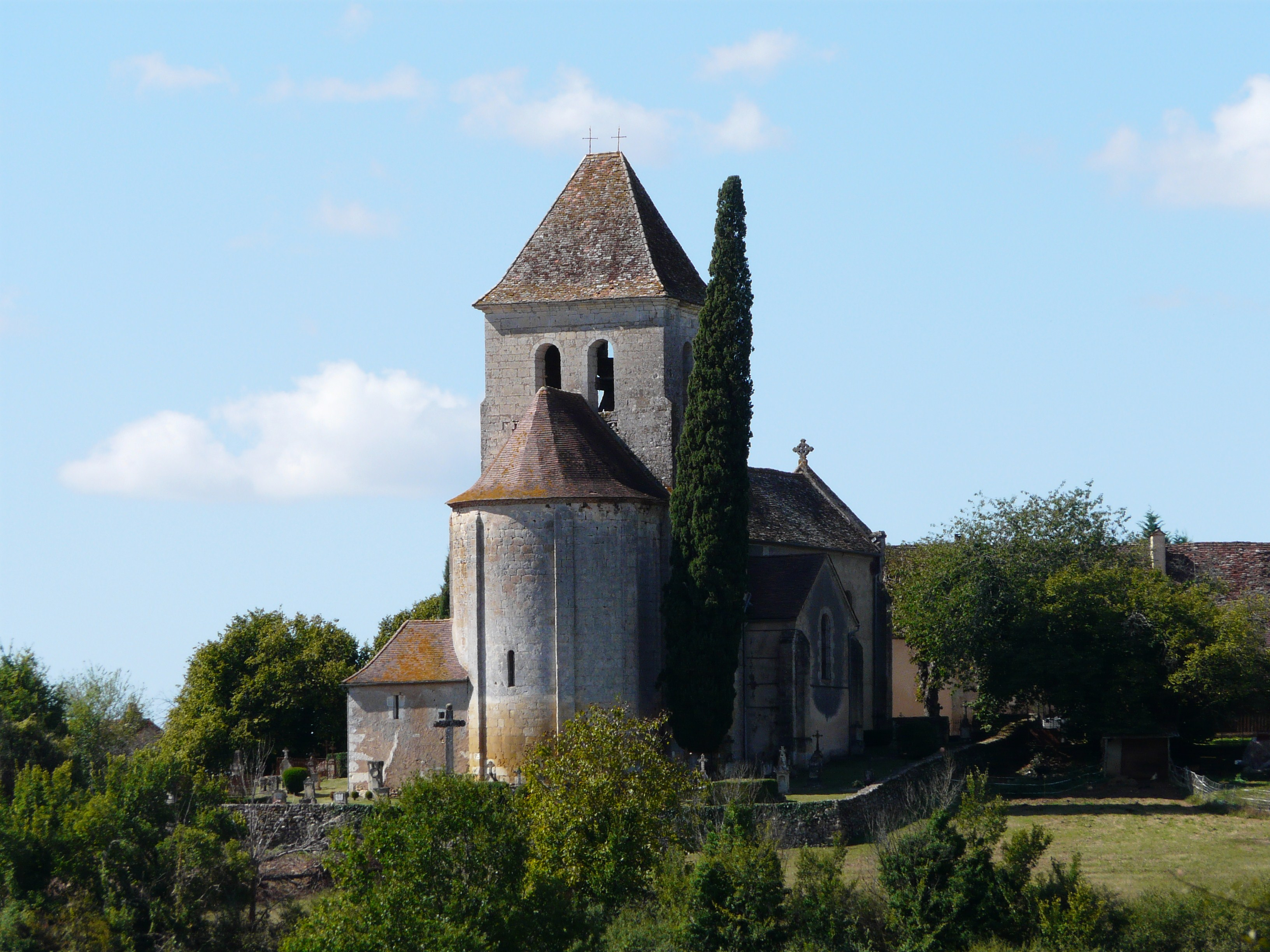
L'église Notre-Dame-de-l'Assomption.
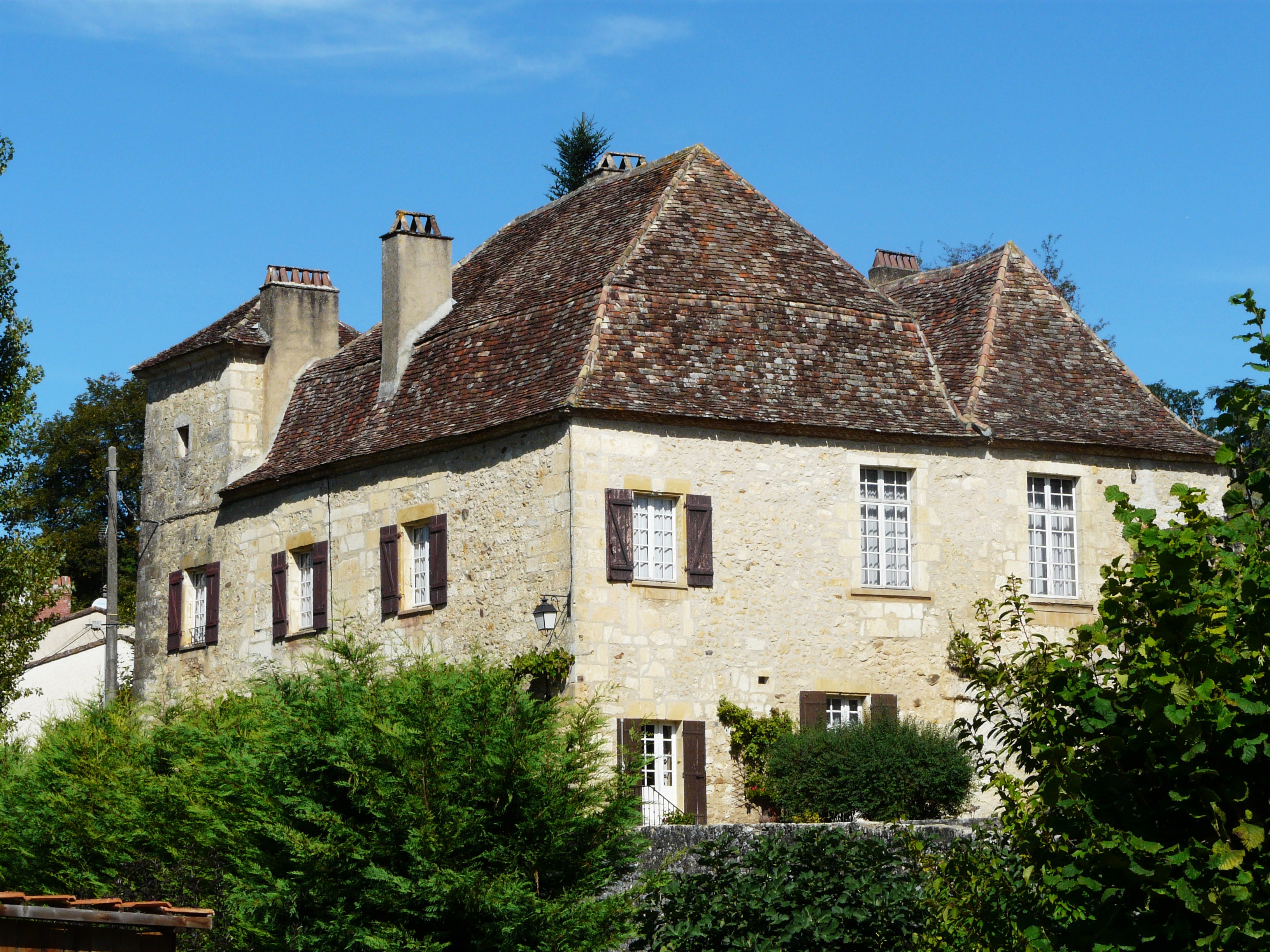
Maison ancienne dans le bourg de Cause-de-Clérans.
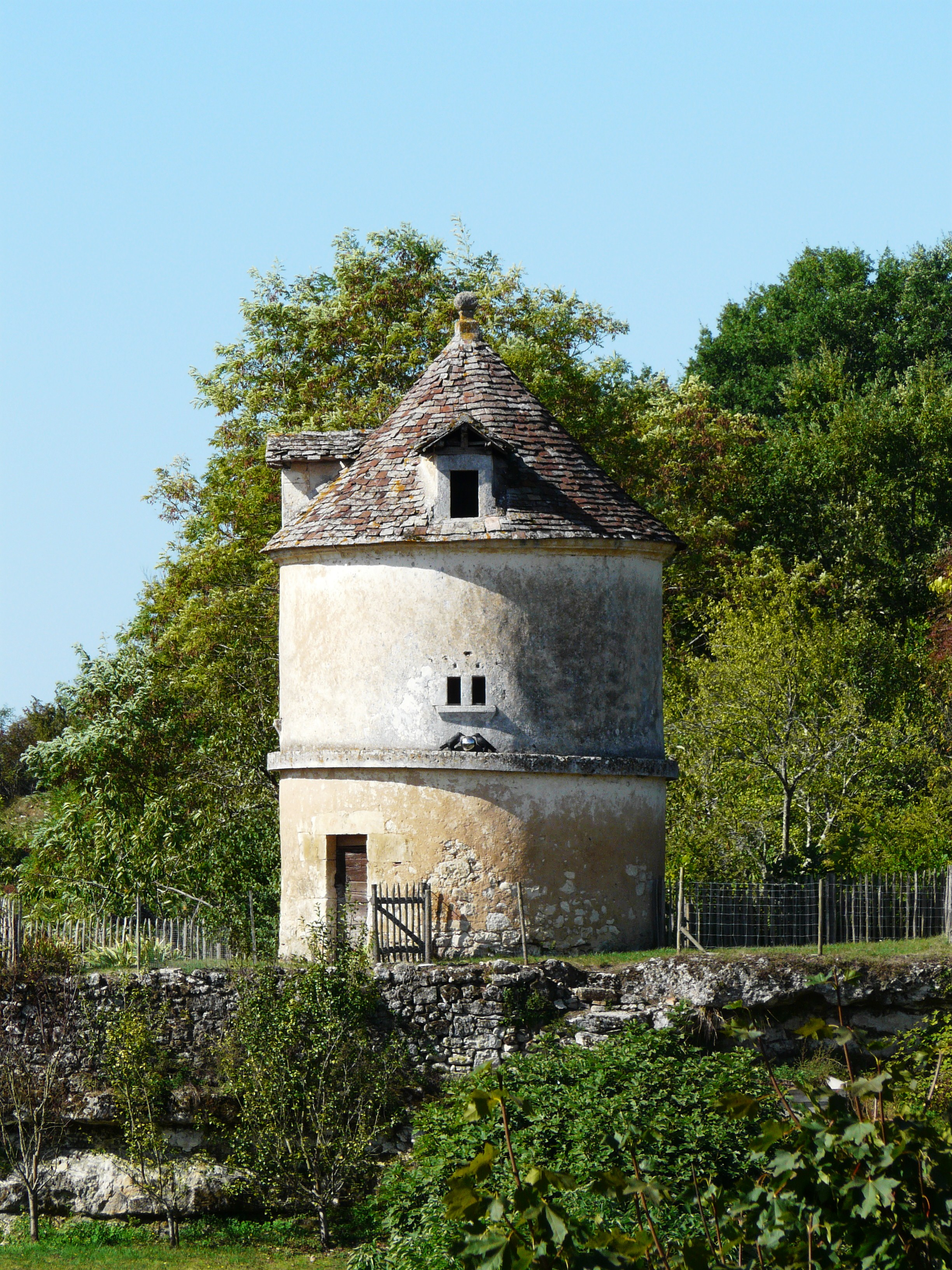
Pigeonnier dans le bourg.
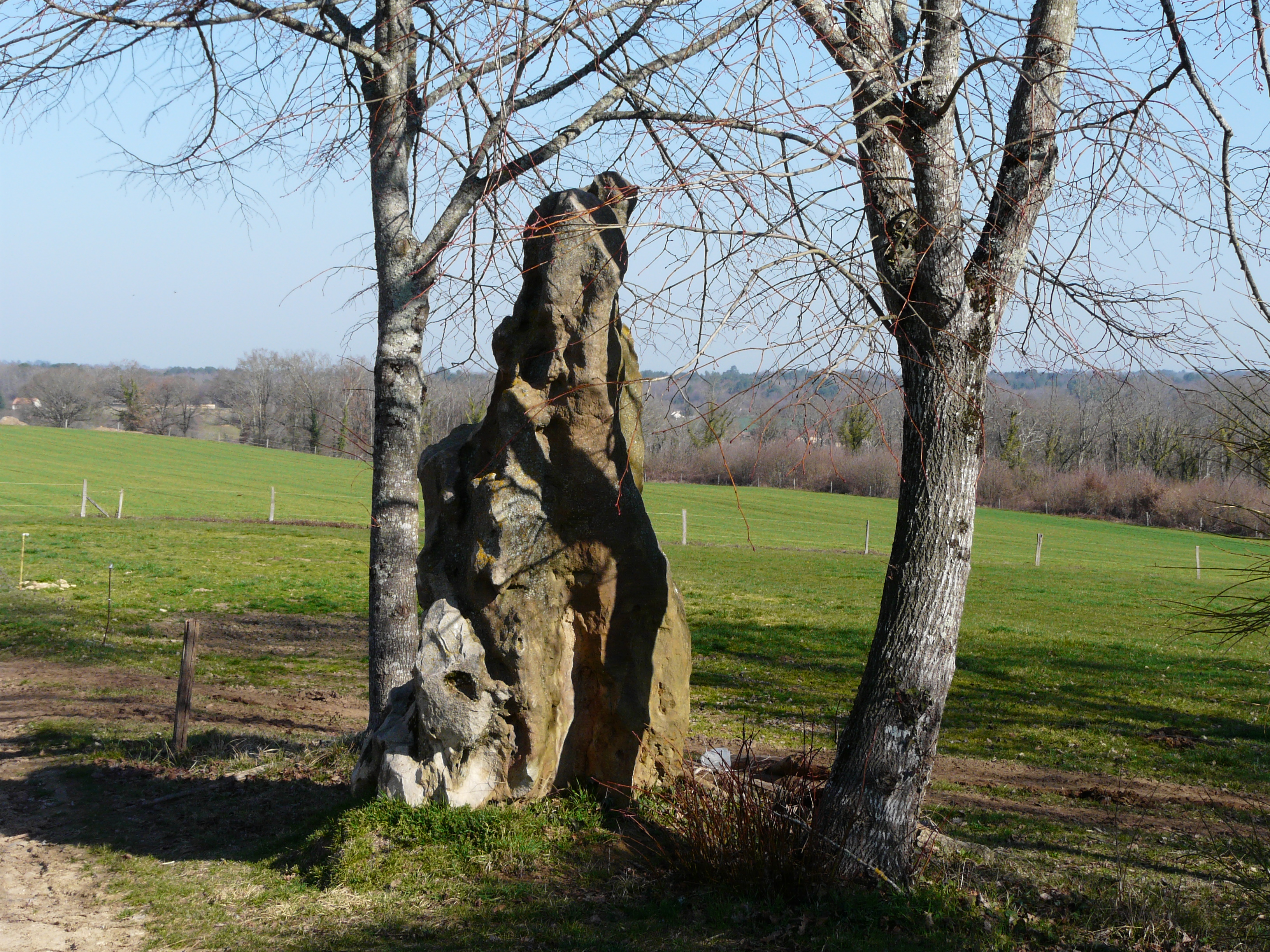
Mégalithe de la Malroussie.

### Patrimoine naturel
Le coteau de Peymourel est un site naturel remarquable géré par le Conservatoire d'espaces naturels Aquitaine.
À l'ouest, plus du tiers du territoire communal se situe en forêt de Liorac, une zone naturelle d'intérêt écologique, faunistique et floristique (ZNIEFF) de type II, refuge de la grande faune,.

### Héraldique
| Blason de Cause-de-Clérans | Blason  | Écartelé: aux 1er et 4e d'or à trois molettes de sable, aux 2e et 3e d'azur au croissant d'argent mouvant d'une rivière du même et au chef d'azur chargé de trois étoiles d'argent. |
| Blason de Cause-de-Clérans | Détails | Le statut officiel du blason reste à déterminer. |

## Pour approfondir